# Frost (film, 2017)
Pour les articles homonymes, voir Frost.
Pour plus de détails, voir Fiche technique et Distribution.
Frost est un film lituanien, co-production avec la France, l'Ukraine, la Pologne et la Suisse. Le film est réalisé par Šarūnas Bartas, et sorti en 2017.
Il est qualifié de road movie et comparé au Voyage en Italie de Rossellini par le journal Le Monde. Il est salué par Jean-Michel Frodon sur Slate.fr comme capable de prendre en compte la réalité d'une guerre contemporaine par les moyens du cinéma.

## Synopsis
Un jeune couple lituanien, Rokas et Inga, part de Vilnius en convoi humanitaire vers le Donbass, pour apporter un soutien aux troupes ukrainiennes,.

## Fiche technique
- Titre ukrainien : Iней
- Autre titre : Ayaz
- Réalisation : Šarūnas Bartas
- Scénario : Šarūnas Bartas, Anna Cohen-Yanay
- Photographie : Eitvydas Doskus
- Musique : Pawel Mykietyn
- Montage : Dounia Sichov
- Durée : 132 minutes
- Dates de sortie :
  - France : 25 mai 2017 (Festival de Cannes 2017, Quinzaine des réalisateurs)
  - Roumanie : 10 juin 2017 (festival)
  - Ukraine : 20 juillet 2017 (festival d'Odessa)
  - Pologne : 3 août 2017 (festival)
  - Lituanie : 18 août 2017
  - France : 28 mars 2018

## Distribution
- Mantas Janciauskas : Rokas
- Lyja Maknaviciute : Inga
- Andrzej Chyra : Andrei
- Vanessa Paradis : Marianne
- Sarunas Zenkevicius

## Distinctions
- 2017 : Šarūnas Bartas meilleur réalisateur au festival international du film de Minsk
- 2018 : Šarūnas Bartas primé au Festival international du film d'Istanbul[5]

Il a été soumis à la 90e cérémonie des Oscars pour le meilleur film en langue étrangère.